# 汪庄河
汪庄河，位于中国广西壮族自治区崇左市扶绥县境内，是左江右岸支流，发源于扶绥县柳桥镇渠良村，东北流至东门镇岜妹村转北流，至扶绥县城新宁镇充禾村以西500米汇入左江。干流长110.2千米，平均比降0.57‰，流域面积1226平方千米。年均径流量5.03亿立方米。